# Завтрашні турботи
Завтрашні турботи (рос. Завтрашние заботы) — радянський художній фільм 1962 року, знятий на кіностудії «Ленфільм».

## Сюжет
За мотивами однойменної повісті Віктора Конецького. Важким виявився цей рейс по Північному морському шляху для капітана Гліба Вольнова (Анатолій Азо). Його турбує команда — курсанти, які вперше вийшли в море. Турбує його і механік Бітов, батько його загиблого друга. Він вийшов в море після довгої перерви: ніхто не хотів ризикувати і брати на борт хворого старого. Гліб також переживає особисту драму. Його новий друг капітан Левін познайомив Гліба зі своєю давньою приятелькою Агнією (Олена Добронравова). Але Гліб образив Агнію своєю байдужістю і занадто пізно зрозумів, що вона для нього означає.

## У ролях
- Анатолій Азо — Гліб Вольнов, капітан
- Олена Добронравова — Агнія
- Юрій Дедович — Яків Левін, капітан
- Сергій Плотников — Бітов, механік
- Віра Титова — буфетниця
- Станіслав Фесюнов — старпом
- Гелій Сисоєв — Корпускул
- Віктор Терехов — боцман
- Борис Павлов-Сильванський — механік
- Анатолій Абрамов — епізод
- Герман Хованов — епізод
- Олександр Ульянов — епізод
- Лев Петропавловський — епізод
- Георгій Самойлов — батько Лариси

## Знімальна група
- Режисери — Григорій Аронов, Будимир Метальников
- Сценарист — Будимир Метальников
- Оператор — Костянтин Рижов
- Композитор — Люциан Пригожин
- Художник — Михайло Іванов